# Synodontis brichardi
Synodontis brichardi (Синодонтіс Брішара) — вид риб з роду Synodontis родини Пір'явусі соми ряду сомоподібні. Інша назва «синодонтіс широкосмугий».

## Опис
Загальна довжина сягає 15 см. Голова велика та широка. Очі маленькі. Є 3 пари вусів, з яких 1 пара на верхній щелепі найдовша. Рот являє собою напівприсосок. Черево сильно сплощене. На передніх променях спинного та грудних плавців є жорсткі колючки. Тулуб кремезний. Спинний плавець високий, з глибоким вирізом. Грудні та черевні плавці невеличкі. Анальний плавець з витягнутими першими променями, з короткою основою. Хвостовий плавець витягнутий, сильно розрізаний, з довгими лопатями, що закінчуються нитками.
Забарвлення темне з 5 блискучими біло-жовтими тонких поперечних смуг (іншого боку здається наче сом має широкі темно-коричневі смуги — звідси інша назва риби). Спинний, жировий та анальний плавці мають чорно-біле мармурове забарвлення. Колір риби посилюється з віком.

## Спосіб життя
Зустрічається в річках з середньою течією, серед порогів, де піщано-гравійний ґрунт. Воліє до проточної та прозорої води. Здатен присмоктуватися до каміння, скель та інших предметів. Вдень ховається серед корчів та каміння. Активний у присмерку. Живиться переважно водоростями, а також ракоподібними, молюсками, губками, личинками комах, ікрою.

## Розповсюдження
Є ендеміком Демократичної республіки Конго. Мешкає у нижній частині басейну річки Конго.